# Wybory parlamentarne w Islandii w czerwcu 1959 roku
Wybory parlamentarne w Islandii odbyły się 28 czerwca 1959. Wybory wygrała konserwatywna Partia Niepodległości.

## Wyniki wyborów
| Partia                                                   | Liczba głosów | %    | +/–%  | Liczba mandatów | +/– |
| -------------------------------------------------------- | ------------- | ---- | ----- | --------------- | --- |
| Partia Niepodległości (Sjálfstæðisflokkurinn)            | 36 029        | 42,5 | +0,1  | 20              | +1  |
| Partia Postępu (Framsóknarflokkurinn)                    | 23 061        | 27,2 | +11,6 | 19              | +2  |
| Związek Ludowy (Alþýðubandalagið)                        | 12 929        | 15,2 | -4,0  | 7               | -1  |
| Partia Socjaldemokratyczna (Alþýðuflokkurinn)            | 10 632        | 12,5 | -5,8  | 6               | -2  |
| Partia na rzecz Zachowania Narodu (Þjóðvarnarflokkurinn) | 2 137         | 2,5  | -2,0  | 0               | ±0  |
| Razem (frekwencja - 90,6%)                               | 86 147        | 100  |       | 52              |     |
| źródło:                                                  |               |      |       |                 |     |